# Cheilopogon olgae
Cheilopogon olgae är en fiskart som beskrevs av Nikolai V. Parin 2009. Cheilopogon olgae ingår i släktet Cheilopogon och familjen Exocoetidae. Inga underarter finns listade i Catalogue of Life.